# Oleg Vidov
Pour les articles homonymes, voir Vidov (homonymie).
Oleg Borissovitch Vidov (en russe : Оле́г Бори́сович Ви́дов), né le 11 juin 1943 à Filimonki dans l'oblast de Moscou (Union soviétique) et mort le 15 mai 2017 à Westlake Village (États-Unis), est un acteur soviétique, naturalisé américain.
Il est parfois surnommé « le Robert Redford soviétique »,.

## Biographie
Né à Filimonki à la périphérie de Moscou, Oleg Vidov est le fils de Boris Garnevitch, un économiste sorti de l'Université d'État d'économie de Saint-Pétersbourg.
Il apparait à l'écran pour la première fois dans Mon ami Kolka d'Alexander Mitta et Alexeï Saltykov (1961).
Il fait ses études à la faculté d'art dramatique de VGIK, l'école de cinéma acclamée de l'URSS, et joue parallèlement dans les films, notamment dans Metel de Vladimir Bassov en 1963 et dans Un miracle ordinaire d'Erast Garine en 1964. Il obtient son diplôme en 1966.
Bien que les acteurs soviétiques à l'époque travaillent rarement à l'étranger, Vidov est autorisé à se rendre au Danemark pour le tournage d'un drame historique La Mante rouge (1967), dirigé par Gabriel Axel, et en Yougoslavie pour apparaitre dans La Bataille de la Neretva (1969).
Dino De Laurentiis l'invite ensuite pour un rôle dans Waterloo (1970), une coproduction russo-italienne dirigée par Serge Bondartchouk, où il joue aux côtés de Rod Steiger, Christopher Plummer et Orson Welles. Aux yeux du public soviétique, son rôle le plus remarqué est celui de Maurice Gerald dans Le Cavalier sans tête adapté du roman éponyme de Thomas Mayne Reid (1866) en 1972.
En 1983, Oleg Vidov se trouve en République fédérative socialiste de Yougoslavie pour le tournage d'une série télévisée et décide de ne plus revenir, passant par l'Autriche et l'Italie, il arrive en 1985 aux États-Unis où il se voit accorder le titre de résident. Il explique son choix par la restriction croissante de sa liberté artistique, notamment le refus de l'Union des cinéastes soviétiques de le laisser réaliser son propre film, alors qu'il avait déjà commencé la prospection pour les prises de vue dans les montagnes du Caucase. Avec le recul, il pouvait affirmer que le scénario qu'il avait également écrit lui-même n'était pas mauvais comme prétendaient les autorités, puisqu'il a été adapté quatre ans plus tard par un autre réalisateur. L'artiste soupçonnait son ex-femme, amie proche de la fille de Leonid Brejnev alors le secrétaire général du PCUS, d'avoir orchestré ce complot.
Installé à Los-Angeles, il poursuit une carrière d'acteur avec succès. En 1985, il rencontre Joan Borsten, écrivain et journaliste, sortie de l'Université de Californie à Berkeley. Ensemble, ils fondent la société de distribution cinématographique Films by Jove en 1988. Ils se marient un an plus tard, en 1989. Dans son pays natal, le nom de Vidov est effacé des titres des films.
En 1992, après la dislocation de l'URSS, Vidov acquiert les droits de projection sur la collection des dessins animés de Soyuzmultfilm Studio (1936-1989), les restaure et fait doubler en anglais par les vedettes de cinéma américain comme Charlton Heston, Bill Murray, Timothy Dalton ou encore Kathleen Turner. Pour les populariser aux États-Unis, il associe à son projet Mikhail Baryshnikov qui intitule la série Les Contes de mon enfance (Stories From My Childhood). Plus tard, Soyuzmultfilm tente de récupérer ses dessins animés et un long procès s'engage entre les deux parties. En 2007, Vidov cède toute la collection à Alicher Ousmanov qui la remettra à la chaîne russe Bibigon,.
Oleg Vidov se rend plusieurs fois en Russie où ses films sont projetés dans le cadre de festivals. Pour son 70e anniversaire, la principale chaîne de télévision nationale russe Pierviy Kanal revient sur l'ensemble de sa carrière - cette émission en première partie de soirée sera regardée par 250 000 téléspectateurs à travers l'Europe.
L'artiste meurt le 15 mai 2017 des suites d'un cancer. Il est enterré au Hollywood Forever Cemetery.

## Filmographie sélective
- 1963 : Je m'balade dans Moscou (Я шагаю по Москве) de Gueorgui Danielia : épisode
- 1965 : J'ai vingt ans (Застава Ильича) de Marlen Khoutsiev : épisode (n'apparait pas dans les titres)
- 1967 : La Mante rouge (Den røde kappe) de Gabriel Axel : Hagbard
- 1967 : Tecumseh de Hans Kratzert (en) : Eliott
- 1969 : La Bataille de la Neretva (Bitka na Neretvi) de Veljko Bulajic : Nikola
- 1970 : Waterloo (Ватерлоо) de Serge Bondartchouk : Tomplinson
- 1971 : Les Gentilshommes de la chance (Джентльмены удачи) d'Aleksandre Sery : agent de milice Slavine
- 1973 : Le Cavalier sans tête (Всадник без головы, Vsadnik bez golovy) de Vladimir Weinstock : Maurice Gerald
- 1977 : Transsibérien (Транссибирский экспресс) d'Eldor Urazbaev : le tchékiste
- 1979 : La Chauve-Souris de Yan Frid: Alfred
- 1983 : Les Demidov (Демидовы) de Yaropolk Lapchine (ru) : Nefedov
- 1988 : Double Détente (Red Heat)) de Walter Hill : Yuri Ogarkov
- 1990 : L'Orchidée sauvage (Wild Orchid) de Zalman King : Otto
- 1994 : Rendez-vous avec le destin (Love Affair) de Glenn Gordon Caron : homme d'affaires
- 1995 : Immortals (The Immortals) de Bryan Grant : propriétaire de la décharge
- 1996 : Contre-attaque (Jackie Chan contre-attaque) de Stanley Tong : général russe
- 1999 : Wishmaster 2 (Wishmaster 2: Evil Never Dies) de Jack Sholder : Ossip Krioutchkov
- 2000 : Treize jours (Thirteen Days)) de Roger Donaldson : diplomate Valerian Zorine